# La Paz (Honduras)
La Paz – miasto w południowym Hondurasie. Ludność: 15,9 tys. (2001). Ośrodek administracyjny departamentu La Paz.